# Чіангмай (провінція)
Чіангмай (тай. เชียงใหม่) — найпівнічніша з 77 провінцій Таїланду. Провінція не має виходу до моря, межує з провінціями Чіанграй, Лампанг, Лампхун, Так і Мехонгсон, а також штатом М'янми Шан.
Населення — 1 728 242 чоловік (2015, 6-е місце серед провінцій), які проживають на території 20 107,0 км (2-е місце). 13 % жителів провінції належать до національних меншин («гірським племенам»). Адміністративний центр провінції — місто Чіангмай, найбільше місто Північного Таїланду. Провінція розділена на 24 райони-ампхое.
У провінції збереглися пам'ятники середньовічної держави Ланнатхай, також на культуру великий вплив мали бірманці, під контролем яких територія перебувала кілька століть, і гірські племена.

## Адміністративний поділ

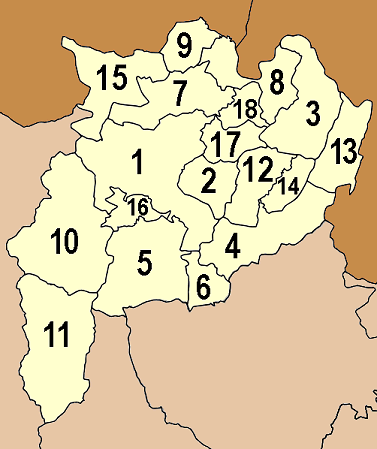
Адміністративний поділ провінції Чіанграй

Провінція поділена на 25 районів (ампхе), котрі в свою чергу, складаються з 204 подрайонів (тамбон) та 1915 поселень (мубан).
| - 1. Mueang Chiang Mai - 2. Chom Thong - 3. Mae Chaem - 4. Chiang Dao - 5. Doi Saket - 6. Mae Taeng - 7. Mae Rim - 8. Samoeng - 9. Fang - 10. Mae Ai - 11. Phrao - 12. San Pa Tong - 13. San Kamphaeng | 14. San Sai 15. Hang Dong 16. Hot 17. Doi Tao 18. Omkoi 19. Saraphi 20. Wiang Haeng 21. Chai Prakan 22. Mae Wang 23. Mae On 24. Doi Lo 25. Galyani Vadhana |

## Зображення

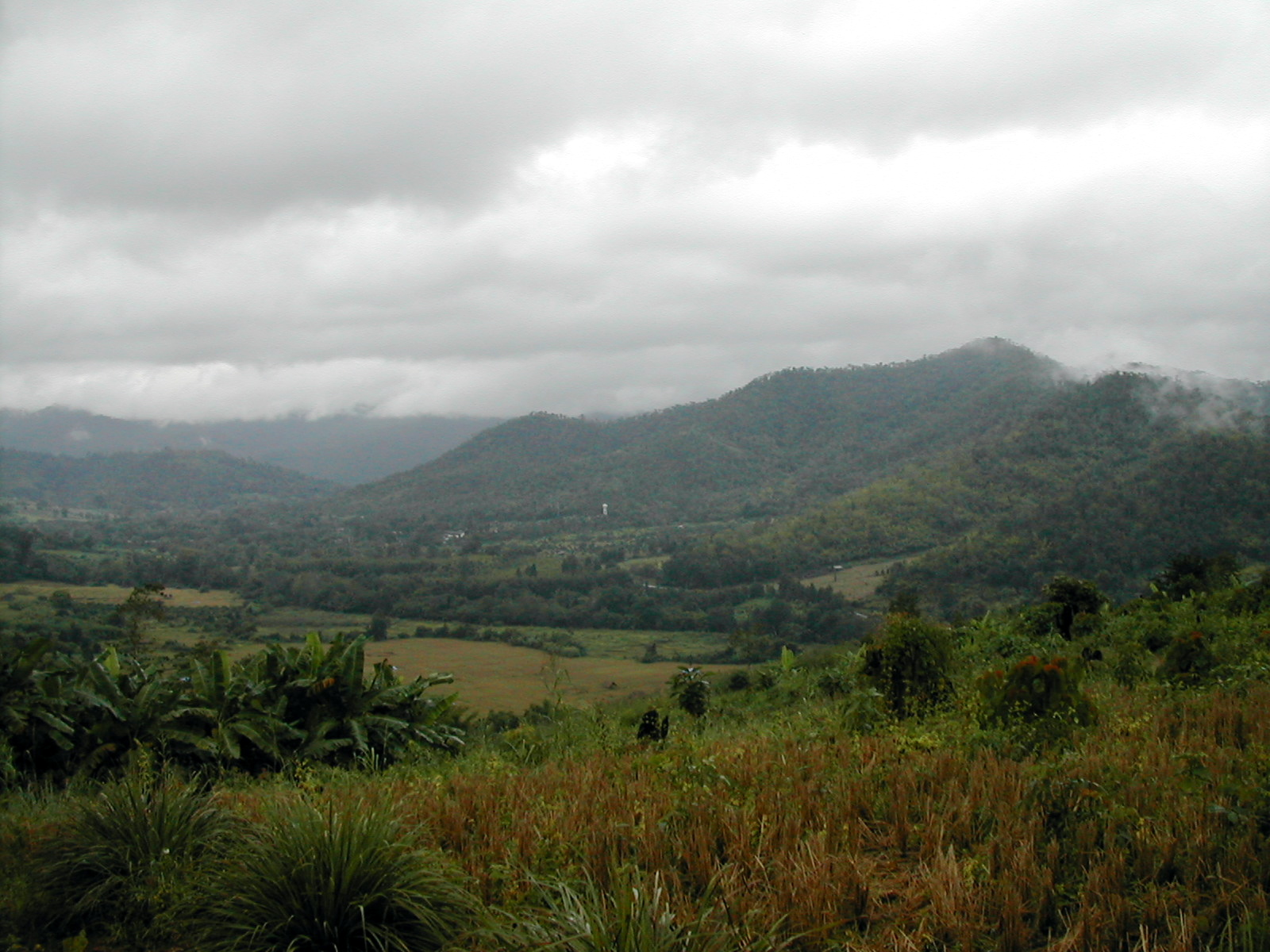
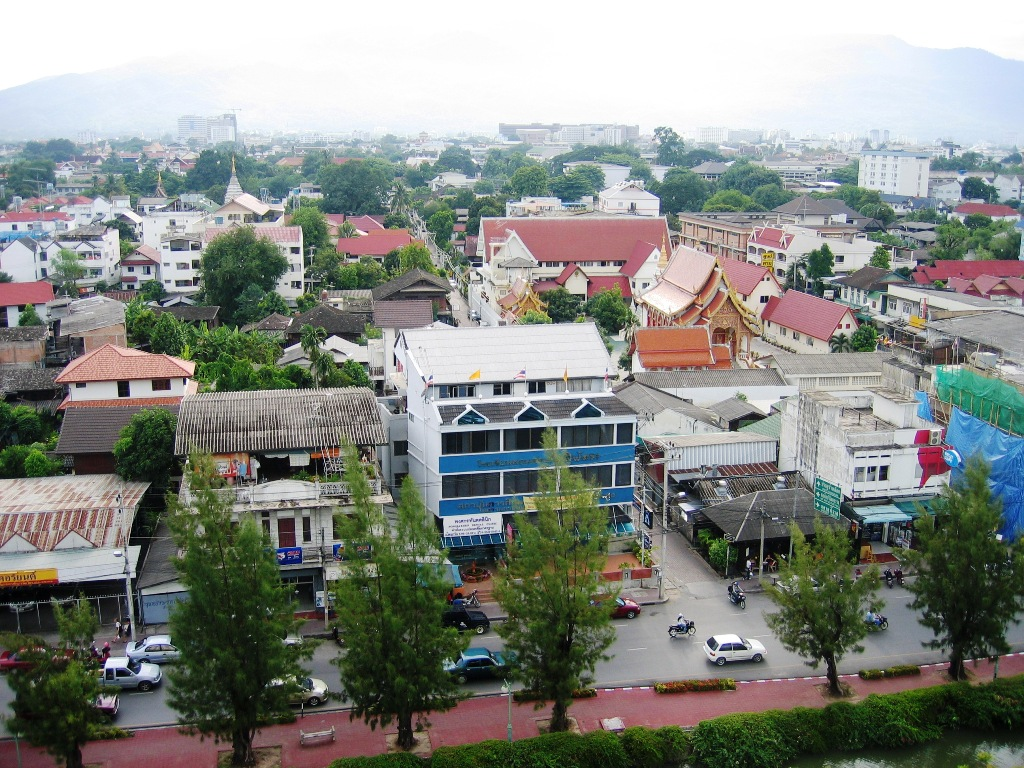
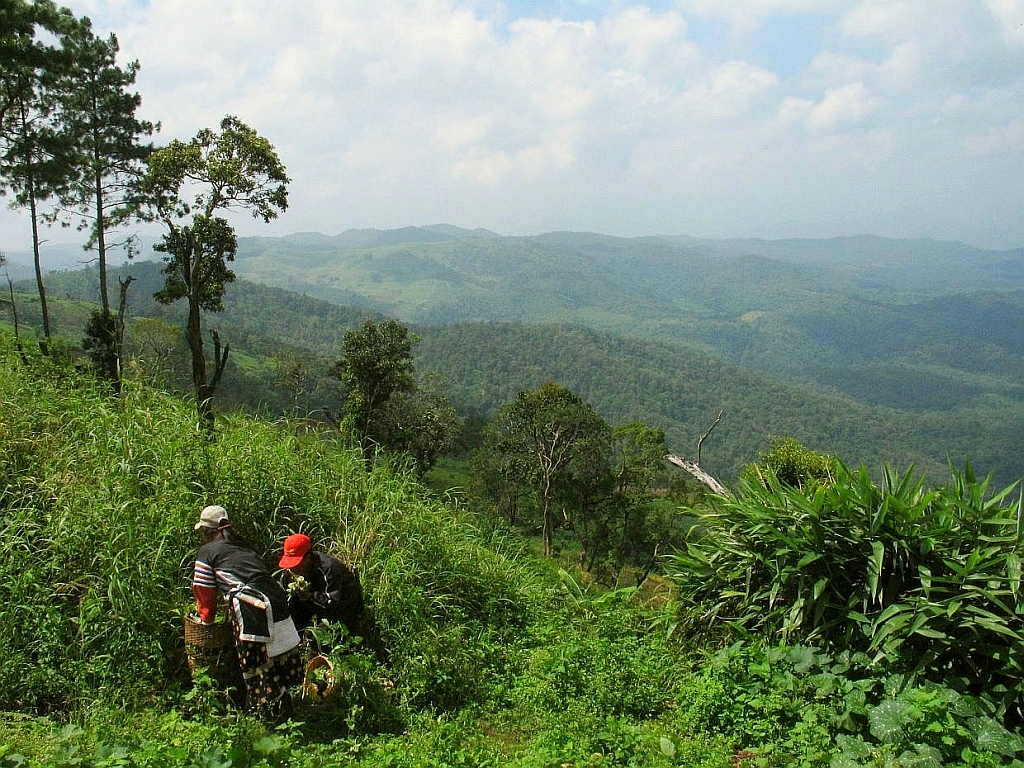
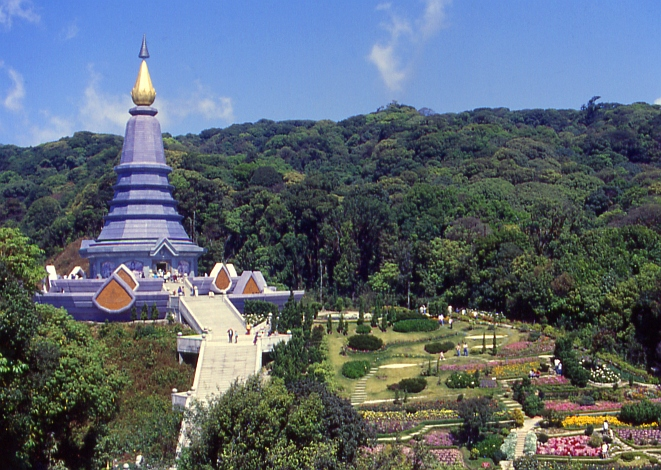